# Bořivoj Banďouch
Bořivoj Banďouch (10. července 1889 Nevojice – 26. března 1942 Auschwitz) byl český pedagog, odbojář a oběť nacismu.

## Život

### Před druhou světovou válkou
Bořivoj Banďouch se narodil 10. července 1889 v Nevojicích na Vyškovsku v rodině učitelů Františka Banďoucha a Vincencie, rozené Přibylové. V roce 1912 ukončil studia na učitelském ústavu v Brně, téměř třicet let poté učil na obecné škole v Křenovicích, kde byl ustanoven i řídícím učitelem. V roce 1913 se oženil s Růženou Horáčkovou. Hrál na housle, znám byl hraním skladeb Karla Hašlera. Byl činným v místním kulturním a společenském prostředí. Byl činovníkem Sokola, členem spolku Včela, jehož byl od roku 1927 předsedou, od roku 1935 řídil Pěvecké sdružení Moravan, byl členem Pěveckého sboru moravských učitelů, učitelského odboru Národní jednoty, potravního spolku Svépomoc, byl dobrovolným hasičem. Pořádal přednášky pro místní osvětovou komisi, měl zásluhy na zřízení Živnostenské školy pokračovací v Křenovicích, hrál ochotnické divadlo, byl členem výboru pro elektrizaci Křenovic.

### Druhá světová válka
Bořivoj Banďouch byl jako významný činovník Československé obce sokolské 8. října 1941 zatčen gestapem, vězněn byl v brněnských Kounicových kolejích, dne 12. února 1942 byl převezen do koncentračního tábora Osvětim, kde 26. března téhož roku zemřel oficiálně na srdeční mrtvici.

## Posmrtná ocenění
- Bořivoji Banďouchovi byla na budově školy v Křenovicích odhalena pamětní deska[1]